# Krim-Plattform
Die Krim-Plattform (ukrainisch Кримська платформа, krimtatarisch Qırım platforması) ist eine 2021 begonnene Aktion des ukrainischen Außenministeriums, die Annexion der Halbinsel Krim durch Russland 2014 mit diplomatischen Mitteln rückgängig zu machen.
Zu erreichende Ziele sind die Rückkehr des Krim-Themas zur globalen Agenda, der Menschenrechtsschutz auf der Krim, die Förderung der De-Okkupation der Halbinsel und die Stärkung sowohl europäischer als auch globaler Sicherheit.
Der offizielle Auftakt zur Plattform fand während des konstituierenden Krim-Gipfels in Kiew am 23. August 2021 statt. Die Tätigkeit der Krim-Plattform mit ihrem Hauptbüro in Kiew ist auf Dauer angelegt.
Die Krim-Plattform soll zu einem kollegialen Subjekt der Interaktion mit Russland im Krim-Kontext werden, so der damalige Vizepremierminister und Minister für Reintegration der besetzen Gebiete der Ukraine Oleksij Resnikow.
Österreich unterstützt die Initiative.

## Die Geschichte der Gründung und Förderung
Im Jahre 2014 erklärten internationale Organisationen die Besetzung und den Versuch der Annexion der Krim für rechtswidrig und verurteilten das Vorgehen Russlands eindeutig. Mehrere westliche Länder verhängten Wirtschaftssanktionen gegen Russland. Die EU und die USA verfolgten eine konsequente Politik der Nichtanerkennung russischer Aktivitäten auf der Krim.
Mit der Eskalation der russischen Aggression im ostukrainischen Donbas in der Folgezeit verschwand jedoch die Frage der De-Okkupation der Autonomen Republik Krim und der Stadt Sewastopol von der Tagesordnung der internationalen Politik. Das Außenministerium der Ukraine insistierte darauf, dieses Thema weiter im Zentrum des politischen und fachlichen Dialogs mit internationalen Partnern zu halten. In diesem Kontext sollte die Krim-Plattform zu einer internationalen Verhandlungsplattform werden, wo alle möglichen Varianten der künftigen De-Okkupation der Krim diskutiert werden können.
Pläne für eine solche Plattform wurden vom Ministerium für die Reintegration der besetzten Gebiete der Ukraine noch im Jahre 2020 angekündigt. Im September desselben Jahres rief der Präsident der Ukraine Wolodymyr Selenskyj bei der Tagung der 75. Generalversammlung der Vereinten Nationen die UN-Mitgliedstaaten auf, sich an der Gründung der Plattform zu beteiligen.
Anschließend führten ukrainische Behörden eine Kampagne durch, um westliche Länder nicht nur in den Gründungsprozess, sondern vor allem auch in die weitere Tätigkeit der Krim-Plattform für die De-Okkupation der Halbinsel einzubeziehen.
Die Beteiligung der Ukraine an den Aktivitäten der Krim-Plattform koordiniert das Ukrainische Außenministerium. Zum Vorsitzenden des Organisationskomitees für die Vorbereitung des konstituierenden Gipfels wurde der Außenminister der Ukraine Dmytro Kuleba ernannt.
In der durch den Erlass des Präsidenten der Ukraine Wolodymyr Selenskyj vom 24. März 2021 genehmigten Strategie zur De-Okkupation und Reintegration des vorübergehend besetzten Territoriums der Autonomen Republik Krim und der Stadt Sewastopol, wird die Krim-Plattform als ihr zentrales Instrument fixiert:

„81. Die Ukraine gründet und entwickelt die Krim-Plattform als zentrales außenpolitisches Instrument zur Konsolidierung der internationalen Bemühungen zur De-Okkupation und Wiederherstellung der territorialen Integrität der Ukraine, zur Überwindung der Folgen der vorübergehenden Besetzung der Autonomen Republik Krim und der Stadt Sewastopol durch die Russische Föderation und zum Schutz der ukrainischen Staatsangehörigen.“

„92. Die Ukraine leitet einen internationalen Verhandlungsprozess ein, um die Modalitäten für die Befreiung des vorübergehend besetzten Gebiets und die Wiederherstellung der Verfassungsordnung der Ukraine festzulegen, basierend insbesondere auf der Grundlage der Bestimmungen des Memorandums über Sicherheitsgarantien im Zusammenhang mit dem Beitritt der Ukraine zum Vertrag über die Nichtverbreitung von Kernwaffen sowie der Ergebnisse der Krim-Plattform-Tätigkeit.“

## Schwerpunkte und Formate
Der Außenminister der Ukraine Dmytro Kuleba identifizierte fünf erwartete Prioritäten für die Tätigkeit der Krim-Plattform:

„Erstens Sicherheit, einschließlich der Freiheit der Schifffahrt. Zweitens Sicherstellung der Wirksamkeit der Sanktionen gegen den Angreiferstaat. Drittens Schutz der Menschenrechte und des humanitären Völkerrechts. Viertens Schutz der kulturellen, religiösen Rechte und Bildungsrechte. Fünftens Überwindung der negativen Auswirkungen der vorübergehenden Besetzung der Krim auf Wirtschaft und Umwelt.“

Die langfristige Tätigkeit der Krim-Plattform konzentriert sich auf folgende Schwerpunktbereiche:
- Konsolidierung der internationalen Politik der Nichtanerkennung jeglicher Änderung des Völkerrechtsstatus der Krim;
- Wirksamkeit von Sanktionen, ihre Verstärkung und Prävention der Umgehung;
- Schutz der Menschenrechte und des humanitären Völkerrechts;
- Gewährleistung der Sicherheit in der Asow-Schwarzmeer-Region und darüber hinaus Schutz des Grundsatzes der Freiheit der Schifffahrt;
- Überwindung der negativen ökologischen und wirtschaftlichen Folgen der Besetzung.[2]

Besondere Aufmerksamkeit wird dem Problem der politischen Gefangenen auf der besetzten Halbinsel gewidmet.
Geplant sind vier Formate der Plattform: auf der Ebene der Staatsoberhäupter, der Außenminister, der Abgeordneten und der Experten. Auf der Regierungsebene sind Konsultationen der Außenminister, Koordinierungstreffen spezialisierter Arbeitsgruppen zu Schwerpunktbereichen und internationale Konferenzen vorgesehen. Unter anderem wird eine Möglichkeit erwogen, ein jährliches Forum einzurichten, welches der Frage der Sicherheit der gesamten Schwarzmeerregion gewidmet sein soll.
Unterstützungsgruppen der ukrainischen Initiative wurden bereits im Seimas der Republik Litauen, in der Saeima der Republik Lettland und in der parlamentarischen Versammlung der NATO eingerichtet. Es wird auch die Gründung eines interparlamentarischen „Koordinierungsrates Krim-Plattform“ besprochen.
Das Format soll bis zu der vollständigen Rückkehr der Halbinsel zur Ukraine bestehen.

## Konstituierender Gipfel

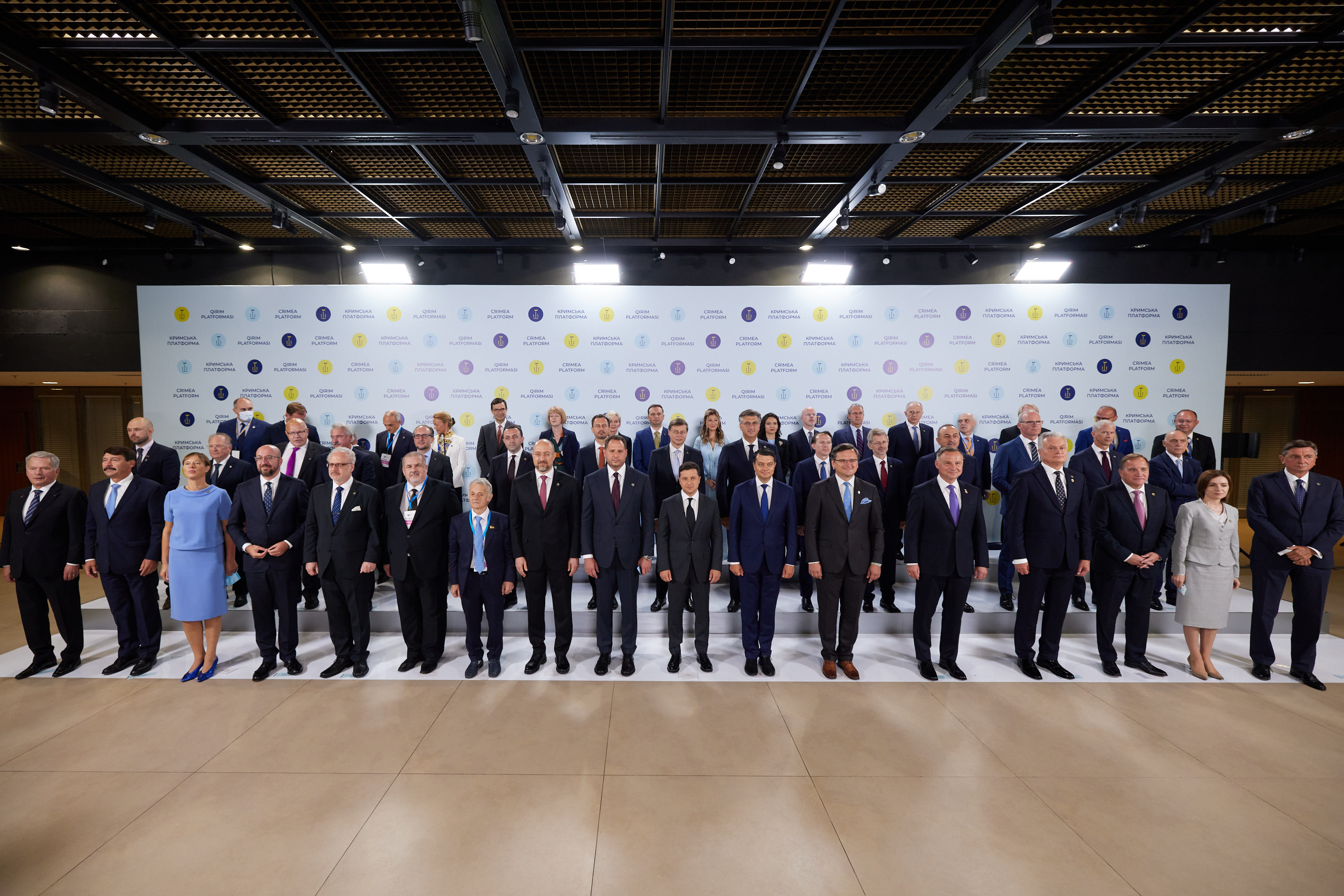
Teilnehmerinnen und Teilnehmer des konstituierenden Gipfels

Die Türkei, die Vereinigten Staaten, Kanada, das Vereinigte Königreich und die Republik Moldau waren die ersten Staaten, die angekündigt haben, ihre Vertreter zum Gipfel in Kiew zu entsenden.
Russland bezeichnete die Bemühungen der Ukraine, die Krim zurückzubekommen, als illegitim und die Teilnahme von Ländern und Organisationen an der ukrainischen Initiative als direkten Eingriff in die territoriale Integrität Russlands. Die Russische Föderation versuchte auch, die Glaubwürdigkeit der Plattform zu untergraben und andere Staaten durch Druck, Erpressung und Einschüchterung daran zu hindern, sich am Gipfel zu beteiligen, weshalb die Liste der zum Gipfel eingeladenen Personen geheim gehalten werden musste.
Am 23. August 2021, dem Vorabend des 30. Jahrestages der Unabhängigkeit der Ukraine, versammelten sich Vertreter von 47 Ländern und internationalen Organisationen zum konstituierenden Gipfel der Krim-Plattform in Kiew, darunter auch der deutsche Wirtschafts- und Energieminister Peter Altmaier, der österreichische Außenminister Alexander Schallenberg und der schweizerische Nationalratspräsident Andreas Aebi.
Die Veranstaltung mit der Teilnahme aller NATO-, EU- und G7-Mitgliedsstaaten wurde zur größten internationalen Veranstaltung, die die Ukraine jemals organisiert hat.
Auf der Veranstaltung traten der Präsident der Ukraine Wolodymyr Selenskyj, der Vorsitzende der Werchowna Rada der Ukraine Dmytro Rasumkow, der Ministerpräsident der Ukraine Denys Schmyhal, die Leiter der ausländischen Delegationen, der Führer des krimtatarischen Volkes Mustafa Abduldschemil Dschemiljew sowie die Vertreterin des Expertennetzwerks der Krim-Plattform Olga Skrypnyk auf.

„Die Krim war eine Garantie der internationalen Stabilität und ist jetzt ein Pulverfass.“

„Wir werden nicht zulassen, dass die Krim zu einem blinden Fleck auf der Karte wird. Sie ist und bleibt ein Teil der Ukraine.“

„Wir finden uns nicht damit ab, dass die Grenzen von Europa verschoben wurden. Wir schauen nicht weg, wenn Russland auf der Krim aufrüstet, die freie Schifffahrt gefährdet, Menschenrechte beschneidet und die Krimtatarinnen und -tataren verfolgt. Das Völkerrecht ist und bleibt eine rote Linie, die nicht überschritten werden darf.“

## Erklärung
Nach dem konstituierenden Gipfel stimmten die Teilnehmerländer der gemeinsamen Abschlusserklärung zu.
Das Dokument besagt:

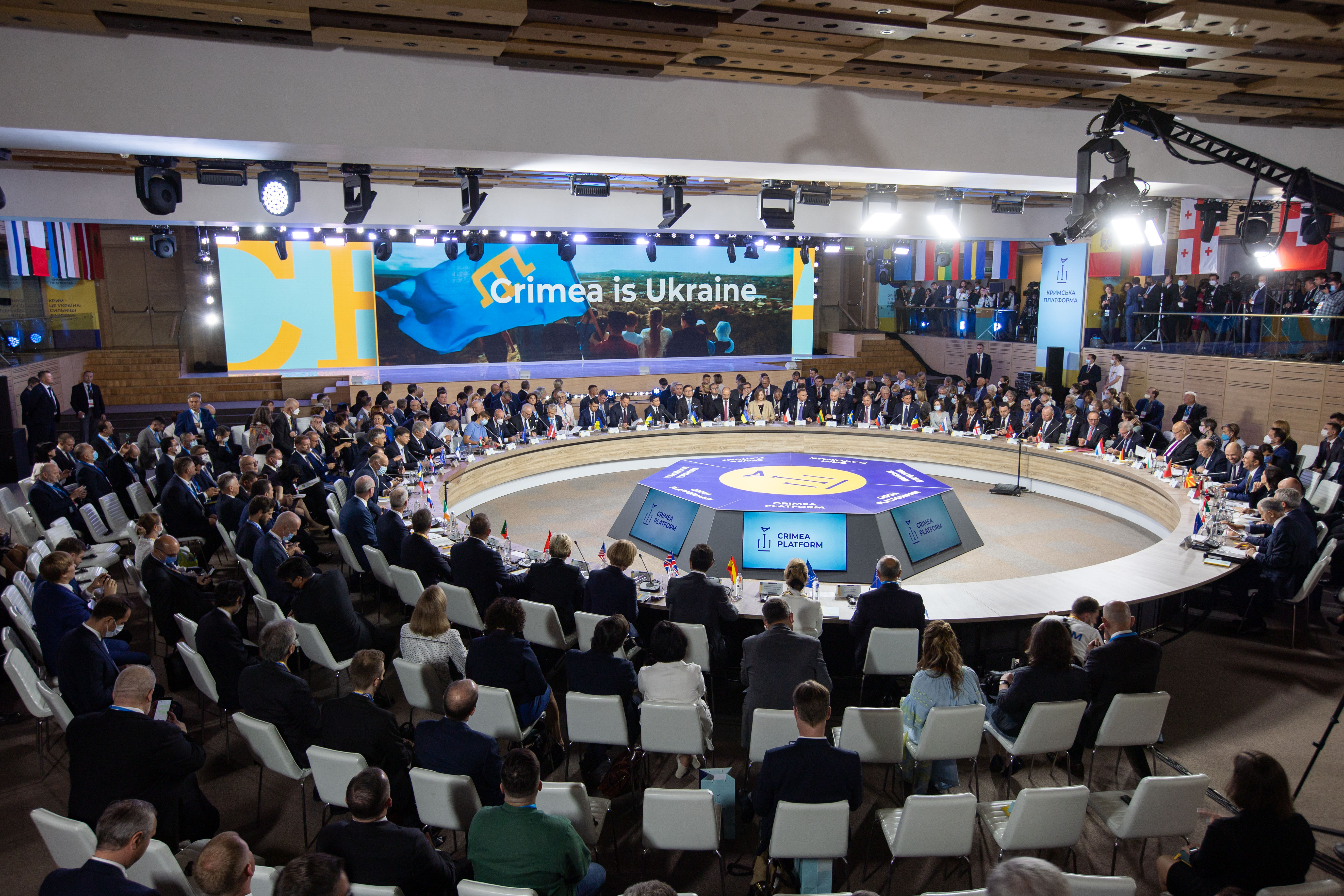
Krim-Plattform-Gipfel

- die Internationale Krim-Plattform als Beratungs- und Koordinierungsformat für die friedliche Beendigung der vorübergehenden Besetzung der Krim durch Russland zu gründen, ·
- die Politik der Nichtanerkennung der illegalen Annexion der Krim durch Russland fortzusetzen,
- weitere „politische, diplomatische und restriktive Maßnahmen“ gegen Russland einzuführen, „sofern dies im Rechtssystem jedes Mitglieds der Plattform vorgesehen ist, mit geeignetem Verfahren übereinstimmt, notwendig ist und wenn Russlands Handlungen dies erfordern“,
- sich den neuen Herausforderungen und hybriden Bedrohungen zu stellen, die durch die anhaltende Militarisierung der Krim verursacht werden,
- die Russische Föderation aufzufordern, ihren Verpflichtungen als Besatzungsmacht im Einklang mit dem humanitären Völkerrecht nachzukommen, alle Menschenrechtsverletzungen, vor allem in Bezug auf Einwohner der Krim, unverzüglich zu beenden und den Zugang zur Krim für Überwachungsmechanismen zur Einhaltung der Menschenrechte und Menschenrechtsverteidiger zu gewähren,
- geeignete Mechanismen der Vereinten Nationen, des Europarats, der OSZE und anderer internationalen und regionalen Organisationen zu nutzen, um Probleme im Zusammenhang mit der vorübergehenden Besetzung lösen zu können,
- eine Möglichkeit der Unterstützung von Wirtschafts-, Infrastruktur- und Umweltprojekten für die Entwicklung der an die vorübergehend besetzte Halbinsel Krim angrenzenden Regionen der Ukraine zu erwägen,
- die Rolle der nationalen Parlamente bei der Bekämpfung der vorübergehenden Besetzung der Krim anzuerkennen und die Koordinierung der Krim-Aktivitäten zwischen den nationalen Parlamenten sowie auf der Ebene der interparlamentarischen Versammlungen zu fördern.

Die Teilnehmer der Krim-Plattform erwarten die Rückgabe der vorübergehend besetzten Gebiete der Krim und Sewastopols an die Ukraine und die Wiederherstellung ihres autonomen Status und fordern die Russische Föderation auf, sich konstruktiv an der Internationalen Krim-Plattform mit dem Zweck der Beendigung der vorübergehenden Besetzung der Halbinsel teilzunehmen.
Die Erklärung ist zur Unterzeichnung und zum Beitritt offen aufgelegt.

## Büros der Krim-Plattform

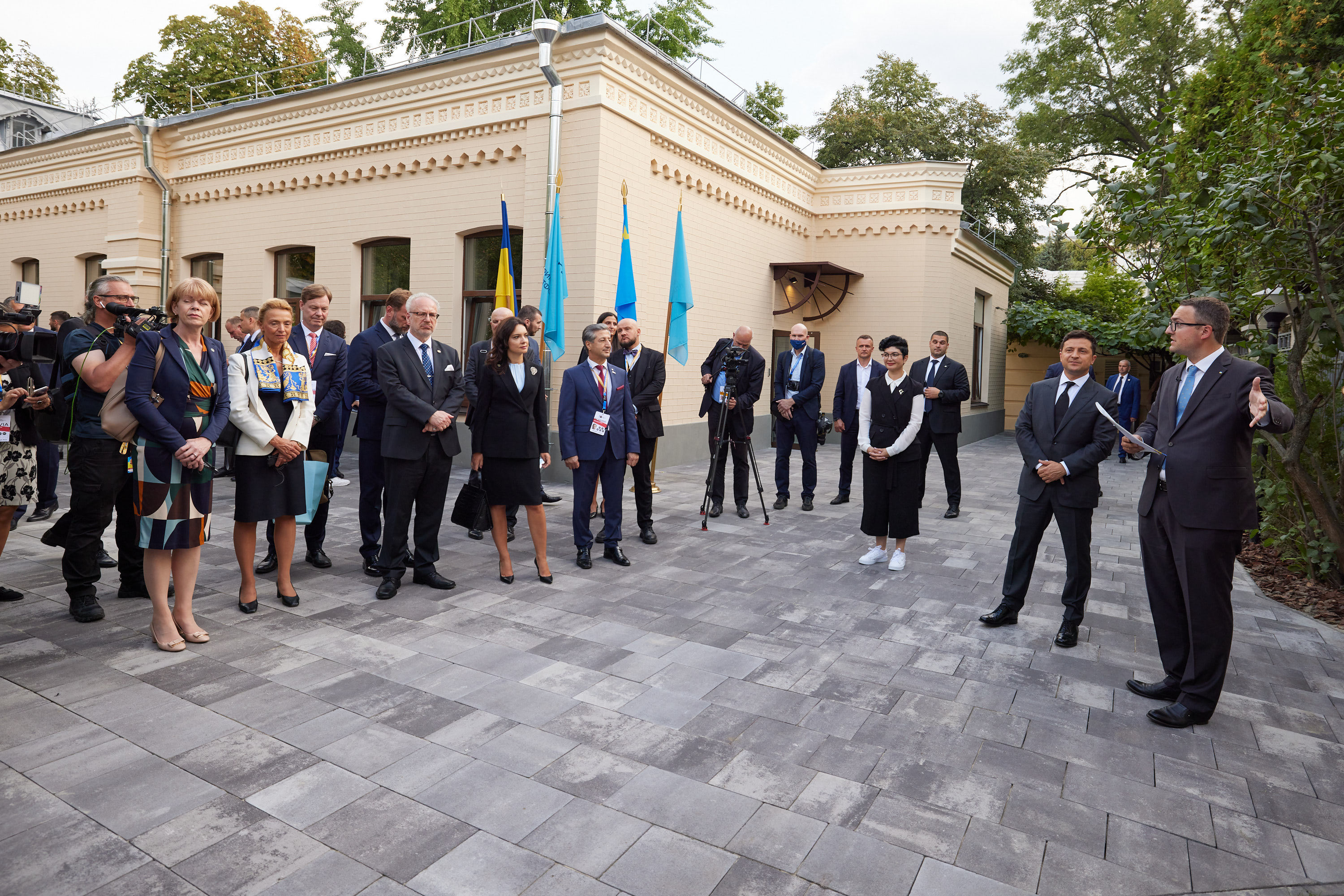
Eröffnung des Krim-Plattform-Büros

Am Tag des Gipfels eröffneten die Teilnehmer das Hauptbüro der Krim-Plattform in Kiew. Zu den Aufgaben des Büros gehören die Rund-um-die-Uhr-Überwachung der Situation auf der besetzten Halbinsel in Bezug auf Menschenrechte, Wirtschafts- und Umweltsituation, Kulturerbe, Förderung der Erfüllung der Strategie der De-Okkupation und Wiedereingliederung der Krim, Informierung und Kommunikation mit den ukrainischen Staatsangehörigen auf der Krim sowie Dialogführung mit den internationalen Partnern (zusammen mit dem Außenministerium der Ukraine). Leiter des Büros ist der Ständige Vertreter des Präsidenten der Ukraine in der Autonomen Republik Krim Anton Korynevych.
Es ist auch geplant, in einigen anderen Ländern, die die Erklärung unterzeichnet haben, Büros der Krim-Plattform zu eröffnen.